# Santolina chamaecyparissus
Santolina chamaecyparissus, comummente conhecida como abrótano-fêmea, é uma espécie de planta com flor pertencente à família das Asteráceas e ao tipo fisionómico dos caméfitos.
A autoridade científica da espécie é L., tendo sido publicada em Species Plantarum 2: 842. 1753.

## Nomes comuns
Além de «abrótano-fêmea», dá ainda pelos seguintes nomes comuns: guarda-roupa; pequeno-limonete e roquete-dos-jardins.

### Etimologia
Quanto ao nome científico desta espécie:
- O nome genérico, Santolina[5], trata-se de uma derivação do étimo neolatino Santonica[6], que por seu turno resulta de uma abreviatura da locução latina herba santonica[6], isto é a «erva dos Santões», por alusão à tribo que habitou na região da Aquitânia.
- O epíteto específico, chamaecyparissus, que provém do grego clássico e resulta da aglutinação dos étimos χᾰμαι (chamae), que significa «rasteiro»[7], e κυπάρισσος (cypárissos)[8], que significa cipreste.

Quanto ao nome comum, «guarda-roupa», foi-lhe atribuído por causa do costume de  dependurar os ramos desta planta nos roupeiros e armários, por molde a proteger a roupa e o vestuário das traças.

## Descrição
Trata-se de uma planta subarbustiva e vivaz, que pode chegar a medir entre 0,20 a O,50 m de altura. Possui um caule lenhoso na base, espesso, com múltiplos ramos erectos e pubescentes. Do que toca às folhas, são vilosas e pequenas, de formato estreito, penatifendido, dotadas de dentes obtusos, apresentando ainda uma coloração alvadia.
Relativamente às flores, que surgem entre Junho e Agosto, são tubulosas, assentam em capítulos solitários e globosos, na extremidade dos ramos. As flores apresentam uma coloração  amarelo-dourada, trescalando um odor intenso. Quanto aos aquénios, são glabros, contando com 4 ângulos, dos quais 2 são mais salientes.

## Distribuição
Trata-se de uma espécie natural do Oeste e do Centro da orla Mediterrânica, marcando presença nalgumas zonas temperadas da Europa e do continente Americano.

### Portugal
Trata-se de uma espécie presente no território português, nomeadamente os seguintes táxones infraespecíficos, que são subespontâneos nalgumas zonas da Beira Litoral, Estremadura e Alentejo litoral:
- Santolina chamaecyparissus subsp. chamaecyparissus - presente em Portugal Continental. Em termos de naturalidade é introduzida subespontânea na região atrás referida. Não se encontra protegida por legislação portuguesa ou da Comunidade Europeia.

### Ecologia
Medra entre matagais, rochedos e em colinas áridas e calcárias.

## Usos medicinais
No âmbito da medicina popular, usam-se as sumidades floridas, as sementes, os ramos secos e as folhas, antes da floração, para confecionar mezinhas.

Das partes das mencionadas são extraídos: óleo essencial, resina, taninos e princípio activo amargo, aos quais se reconhecem propriedades antiespasmódicas, emenagogas, estimulantes e vermífugas.